# Beroun
Beroun (deutsch Beraun, älter auch Bern) ist eine Königsstadt in der Region Mittelböhmen, an der Mündung der Litavka in die Berounka, 30 Kilometer westlich von Prag, mit 17.646 Einwohnern (2005). Westlich der Stadt erhebt sich der Děd (492 m) und unmittelbar südwestlich der Altstadt die Městská hora (290 m).

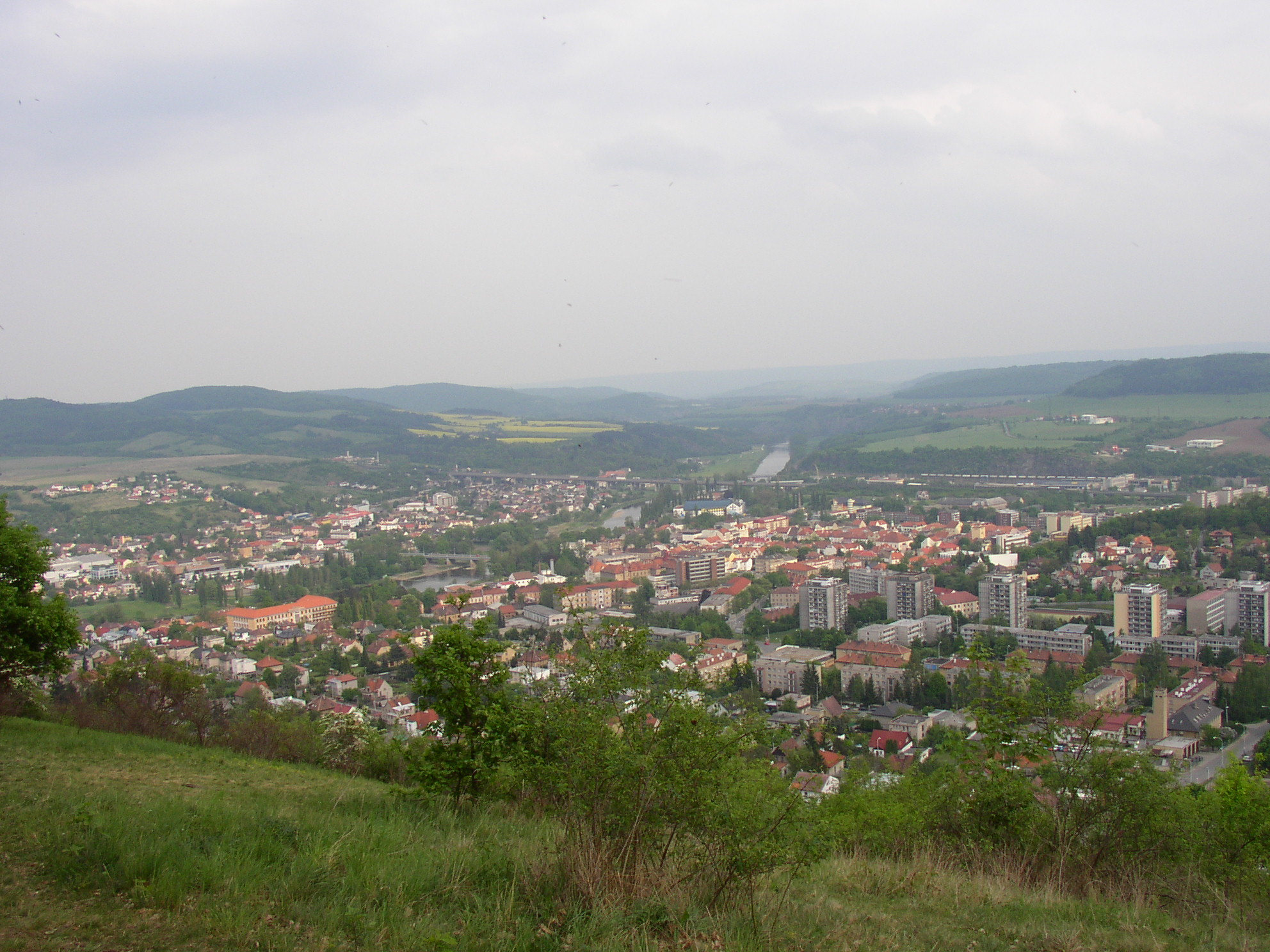
Beroun

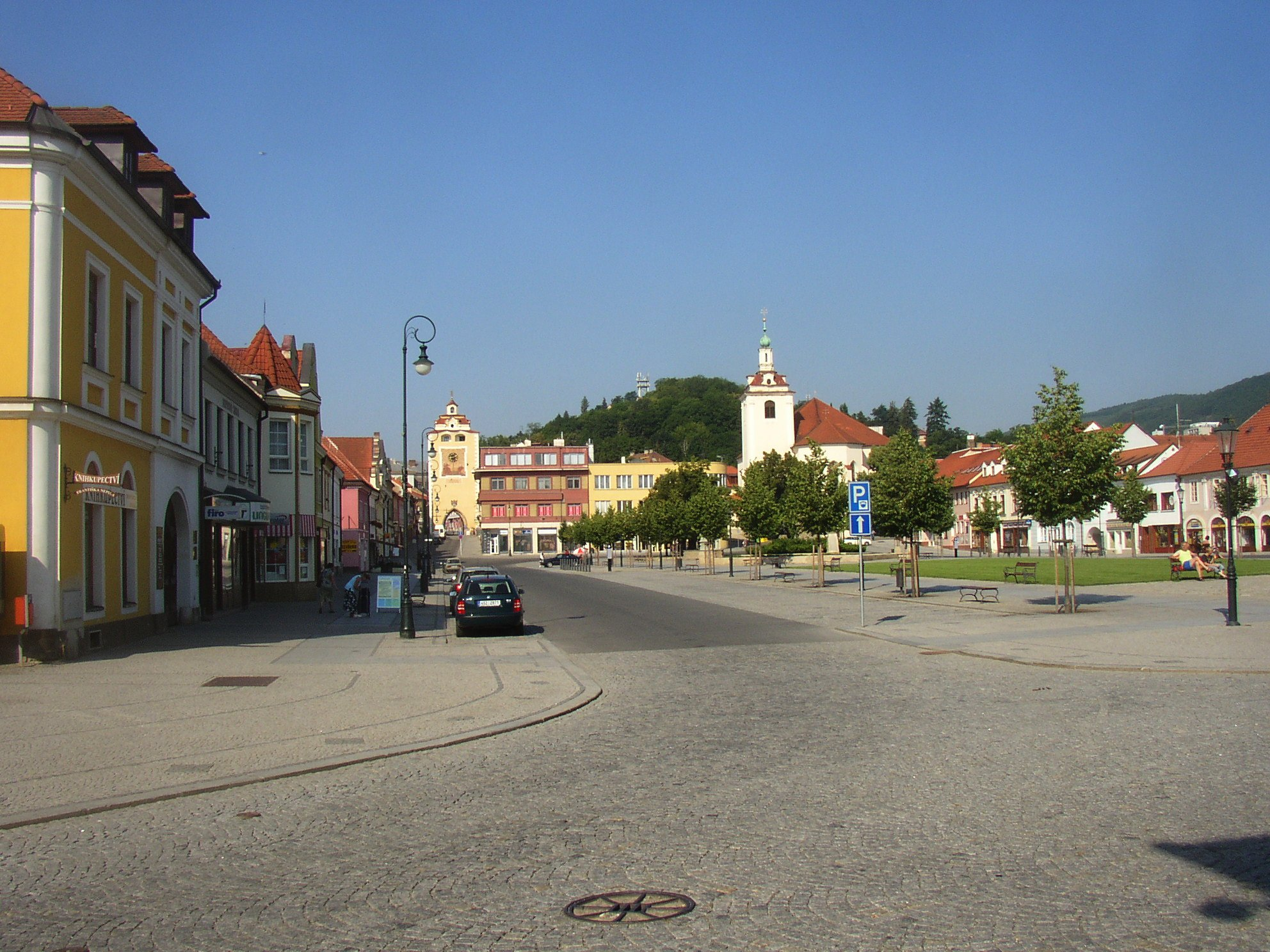
Jan-Hus-Platz mit Pilsner Tor

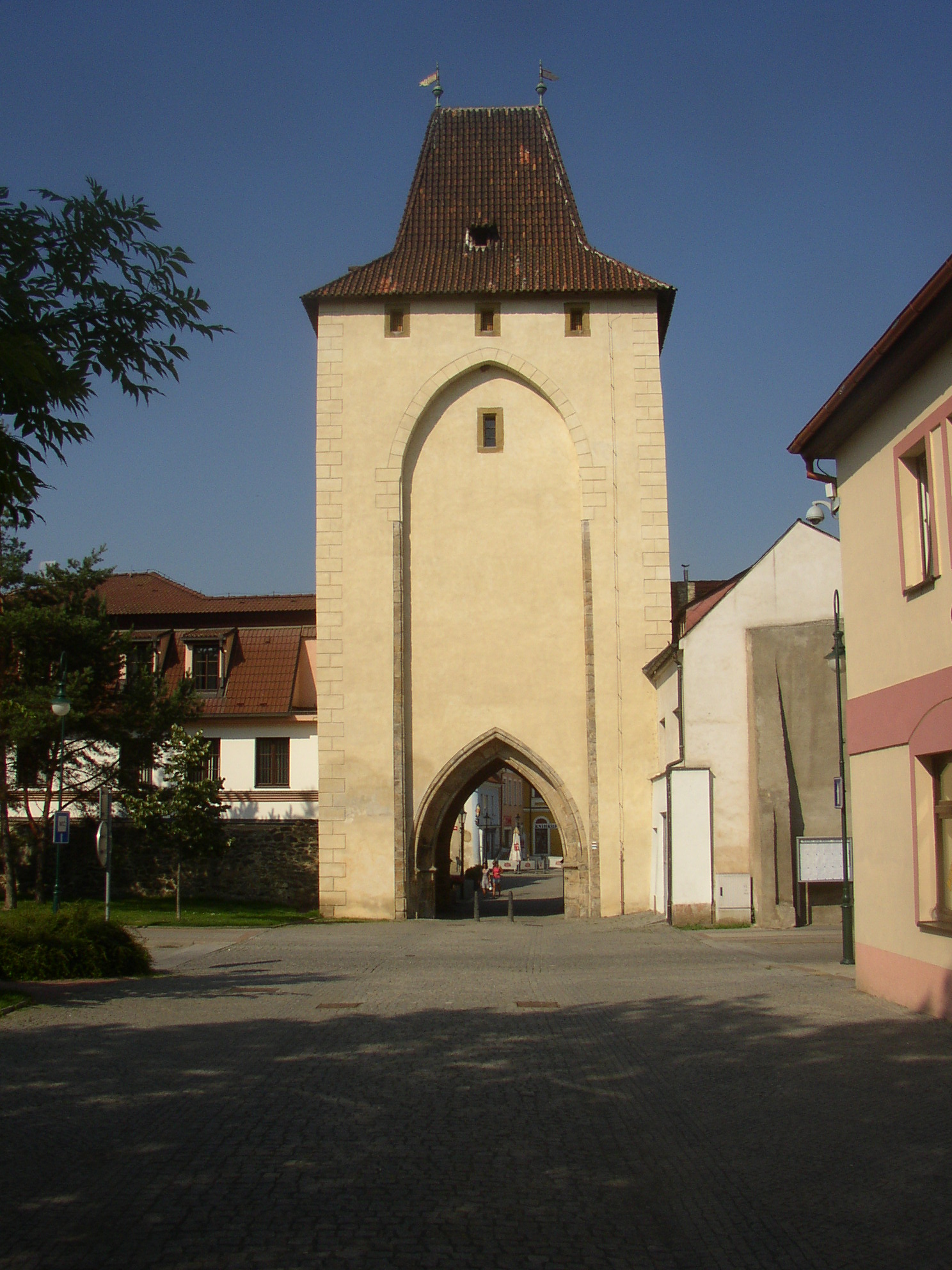
Prager Tor

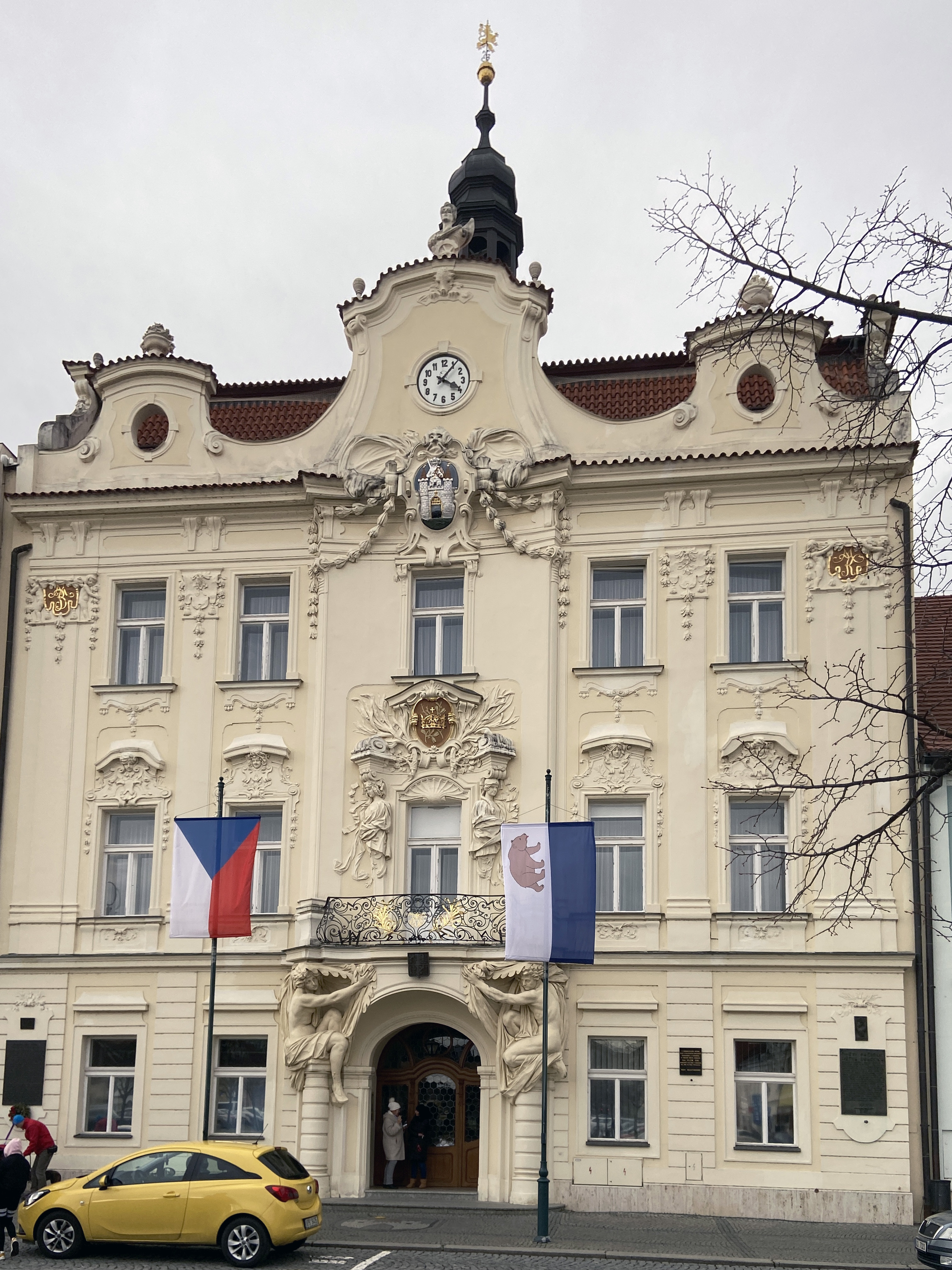
Rathaus

## Geschichte
Die erste Siedlung in der Gegend der heutigen Stadt ist aus dem Jahr 1088 erwähnt, 1295 stand hier dann eine befestigte königliche Stadt, unter deren Bewohnern viele deutsche Kaufleute waren. Am 1. April 1421, 15 Tage nach der Eroberung von Komotau, wurde Beraun von den hussitischen Truppen unter Jan Žižka erobert. Seitdem war die Stadt mehrheitlich tschechisch. Nach der Konfiszierung der städtischen Güter im Jahr 1547 und erst recht nach dem Dreißigjährigen Krieg sank ihre Bedeutung. Nach der Zusammenlegung des Kreises Podbrdsko mit dem Moldauer Kreis (Vltavsko) wurde Beroun 1714 Sitz des neuen Berauner Kreises. Der Kreissitz wurde 1791 von Beroun nach Prag verlegt. Im Jahr 1846 hatte die Stadt 2789 Einwohner, darunter vier protestantische und sechs jüdische Familien; der Rest war katholisch. Herrschende Sprache war böhmisch, doch seien auch viele Einwohner der deutschen Sprache kundig gewesen. Erst nach 1860, als in der Gegend Erz und Kalkstein gefunden wurden und sich Textilindustrie in Beroun ansiedelte, wuchs die Stadt wieder.
Seit 1997 findet in Beroun auf dem Hauptplatz im Mai und September ein Handwerker- bzw. Keramikmarkt statt. Er ist mit 200 Ständen und rund 25.000 Besuchern der größte seiner Art in Tschechien.
Im August 2002 wurde Beroun von einer Überschwemmung heimgesucht.

## Stadtgliederung
Die Stadt Beroun besteht aus den sieben Ortsteilen Beroun-Centrum, Beroun-Hostim, Beroun-Jarov, Beroun-Město, Beroun-Zavadilka, Beroun-Závodí und Beroun-Zdejcina. Katastralbezirke sind Beroun, Hostim u Berouna, Jarov u Berouna und Zdejcina. Die 29 Grundsiedlungseinheiten sind: Beroun-historické jádro I, Beroun-historické jádro II, Beroun-historické jádro III, Hostim, Jarov, K Vinici, Lištice, Na lukách, Na ostrově, Na Veselé, Plzeňské předměstí I, Plzeňské předměstí II, Pod Hlinkami, Pod Městskou horou, Pod Ostrým, Pod Šibencem, Pod Velkým Kosovem, Ratinka, Sídliště Hlinky, U dálnice, U hýskovské silnice, U Litavky I, U Máchovny, V Pánvích, Vrchy, Za Městskou horou, Zavadilka, Závodí und Zdejcina.

## Sehenswürdigkeiten
- Muzeum Českého krasu v Berouně (Museum des Böhmischen Karstes)
- Stadtmauer
- Plzeňská brána (Pilsner Tor)
- Pražská brána (Prager Tor)
- Kirche des Hl. Jakob
- Zábranský kostel (Kirche „außerhalb der Tore“)
- Jüdischer Friedhof
- Marktplatz
- Rathaus Beroun
- Duslova vila

## Städtepartnerschaften
- Condega (Nicaragua)
- Goslar (Deutschland)
- Rijswijk (Niederlande) 2017 unternahm Rijswijk Versuche, die Partnerschaft zu beenden[8]
- Brzeg (Polen)

## Persönlichkeiten
- Franz Fuß (1745–1805), Landwirt, Ökonom und Geometer
- Thekla Batkova (1764–1852), Opernsängerin und Gesangslehrerin
- Josef Jungmann (1773–1847), Literat und Forscher der Linguistik
- Marie Cachová (1853–1879), Opernsängerin (Alt)
- Alois Herout (1860–1943), Verfasser der tschechischen Kurzschrift und von Schulbüchern
- Theodor Krauß (1864–1924), Homöopath und Alternativmediziner
- Jan Preisler (1872–1918), Maler
- Václav Talich (1883–1961), Dirigent
- František Branislav (1900–1968), Dichter und Literat
- Marta Krásová (1901–1970), Opernsängerin
- František Hampl (1901–1977), Redakteur
- Jan Schneeweis (1904–1995), Komponist
- Heda Průchová (1904–1997), Märchenautorin, Erzählerin, Feuilletonistin
- Viktor Palivec (1908–1989), Historiker
- František Nepil (1929–1995), Schriftsteller
- Miloslav Richter (* 1955), Komponist, Klarinettist, Musikwissenschaftler und -pädagoge
- Monica Sweetheart (* 1981), Pornodarstellerin
- Daniel Babor (* 1999), Radsportler
- Tomáš Macháč (* 2000), Tennisspieler
- Mathias Vacek (* 2002), Radrennfahrer

## Verkehr
Beroun liegt an der Autobahn D5, die von Prag an die deutsche Grenze bei Rozvadov (Roßhaupt) führt.
Die Stadt liegt weiter an der Eisenbahnstrecke Prag – Plzeň. Beroun ist der Endbahnhof der Linien 6 und 7 der Esko Prag. Es ist geplant, einen 25 km langen Eisenbahntunnel zwischen dem Prager Bahnhof Praha-Smíchov und Beroun zu bauen, um die Strecken in Prag und dessen unmittelbarer Umgebung zu entlasten.

## Sport
- HC Berounští Medvědi, Eishockeyklub in der 1. Liga